# Archiwum Krajowe Aktów Grodzkich i Ziemskich w Krakowie
Archiwum Krajowe Aktów Grodzkich i Ziemskich w Krakowie – archiwum działające pod tą nazwą w latach 1878–1919. Zostało założone przez władze austriackie do przechowywania zasobu dawnych archiwów grodzkich i ziemskich z obszaru północnych powiatów dawnego województwa krakowskiego. 

## Historia
Archiwum zostało powołane decyzją Sejmu Krajowego z 21 sierpnia 1877, a działalność rozpoczęło 2 września 1878 roku. Mieściło się przy ulicy Grodzkiej 52 (wcześniej budynek nosił numer 100),  w budynku c. k. Sądu Krajowego. Od 1919 roku archiwum po upaństwowieniu działało pod nazwą Archiwum Ziemskie w Krakowie. W 1936 roku zmieniło nazwę Archiwum Państwowe w Krakowie.

## Zbiory
Archiwum gromadziło księgi sądowe grodzkie i ziemskie z terenu województwa krakowskiego, akta Sądu Wyższego Prawa Niemieckiego na Zamku Krakowskim, akta Sadu sześciu Miast, akta Trybunału Apelacyjnego Galicji Zachodniej, hipotekę Wolnego Miasta Krakowa. W zbiorach znalazły się również akta wielu galicyjskich miast i wsi.
W 1909 roku Stanisław Kutrzeba opublikował Katalog Krajowego Archiwum, Aktów Grodzkich i Ziemskich.

## Dyrektorzy
Dyrektorami archiwum byli: 
- Michał Bobrzyński (1878–1891)
- Franciszek Piekosiński (1891–1906)
- Stanisław Smolka(1908–1919)